# エクスタシー
エクスタシー（英: ecstasy、法悦（ほうえつ）とも）とは、
- 快感が最高潮に達して無我夢中の状態になること[1]。忘我。
- 宗教的体験における神秘的な心境[1]。予言、幻想、仮死状態などをともなうことも多い[1]。脱魂とも[1]。

## 概説
エクスタシーの語源はギリシャ語のέκστασις（ekstasis、エクスタシス、外に立つこと）で、魂がみずからの肉体の外に出て宙をさまよう、といった意味が込められている。
プラトンは『パイドン』の中で、ソクラテスに「何かを純粋に見ようとするなら、肉体から離れて、魂そのものによって、ものそのものを見なければならない」と語らせた。
この語はさまざまな歴史的経緯を経て、現代では世俗的な意味でも、宗教的意味でも、あるいは哲学的・芸術的な意味でも用いられている。
最近では、性感マッサージの延長で「エクスタシー」や「オーガズム」を謳った世俗的なサービスも増えている。

## 宗教的なエクスタシー
「魂が肉体から離れたエクスタシー状態において、神仏などの霊的存在と直接接触したり交流する」とされている例は世界各地に見られる。肉体から離れた霊魂を脱魂とか遊離魂などと呼ぶことは行われている。「夢というのは、睡眠中に霊魂が身体を離脱して経験したことがらだ」とする解釈は世界中で見られる。また「病気や身体衰弱というのは霊魂の離脱が原因だ」とする解釈もまたしばしば見られる。
ミルチア・エリアーデは、脱魂が原型でその後に憑霊がくる、とする仮説を提示した。
シャーマニズム研究などでは研究者の間ではシャーマンに「脱魂型」と「憑依型」の2類型がある、としている場合も多い。そうした類型で言えば、日本ではシャーマンは脱魂型は主流ではなく、憑依型のほうが圧倒的に多いという。